# Sauverny (Ain)
Sauverny és un municipi francès situat al departament de l'Ain i a la regió d'Alvèrnia-Roine-Alps. L'any 2007 tenia 1.108 habitants.

## Demografia

### Població
El 2007 la població de fet de Sauverny era de 1.108 persones. Hi havia 413 famílies de les quals 82 eren unipersonals (29 homes vivint sols i 53 dones vivint soles), 110 parelles sense fills, 172 parelles amb fills i 49 famílies monoparentals amb fills.
La població ha evolucionat segons el següent gràfic:
Habitants censats

### Habitatges
El 2007 hi havia 473 habitatges, 416 eren l'habitatge principal de la família, 44 eren segones residències i 13 estaven desocupats. 347 eren cases i 123 eren apartaments. Dels 416 habitatges principals, 286 estaven ocupats pels seus propietaris, 127 estaven llogats i ocupats pels llogaters i 3 estaven cedits a títol gratuït; 10 tenien una cambra, 10 en tenien dues, 43 en tenien tres, 96 en tenien quatre i 257 en tenien cinc o més. 395 habitatges disposaven pel capbaix d'una plaça de pàrquing. A 145 habitatges hi havia un automòbil i a 262 n'hi havia dos o més.

### Piràmide de població
La piràmide de població per edats i sexe el 2009 era:
| Homes | Edats   | Dones |
| ----- | ------- | ----- |
| 0     | 95 o +  | 0     |
| 0     | 90 a 94 | 0     |
| 0     | 85 a 89 | 0     |
| 0     | 80 a 84 | 4     |
| 0     | 75 a 79 | 4     |
| 4     | 70 a 74 | 0     |
| 24    | 65 a 69 | 8     |
| 12    | 60 a 64 | 20    |
| 32    | 55 a 59 | 24    |
| 64    | 50 a 54 | 56    |
| 52    | 45 a 49 | 60    |
| 32    | 40 a 44 | 44    |
| 48    | 35 a 39 | 48    |
| 28    | 30 a 34 | 40    |
| 24    | 25 a 29 | 24    |
| 32    | 20 a 24 | 20    |
| 48    | 15 a 19 | 44    |
| 52    | 10 a 14 | 40    |
| 40    | 5 a 9   | 24    |
| 32    | 0 a 4   | 32    |

## Economia
El 2007 la població en edat de treballar era de 759 persones, 559 eren actives i 200 eren inactives. De les 559 persones actives 519 estaven ocupades (279 homes i 240 dones) i 39 estaven aturades (25 homes i 14 dones). De les 200 persones inactives 56 estaven jubilades, 66 estaven estudiant i 78 estaven classificades com a «altres inactius».

### Ingressos
El 2009 a Sauverny hi havia 388 unitats fiscals que integraven 1.051 persones, la mediana anual d'ingressos fiscals per persona era de 24.873 €.

### Activitats econòmiques
Dels 21 establiments que hi havia el 2007, 5 eren d'empreses de construcció, 3 d'empreses de comerç i reparació d'automòbils, 3 d'empreses d'hostatgeria i restauració, 1 d'una empresa d'informació i comunicació, 3 d'empreses de serveis, 5 d'entitats de l'administració pública i 1 d'una empresa classificada com a «altres activitats de serveis».
Dels 5 establiments de servei als particulars que hi havia el 2009, 1 era un guixaire pintor, 1 fusteria, 1 lampisteria, 1 empresa de construcció i 1 restaurant.

## Equipaments sanitaris i escolars
El 2009 hi havia una escola elemental.

## Poblacions més properes
El següent diagrama mostra les poblacions més properes.